# Мегатрон
Мегатро́н (англ. Megatron) — один из главных персонажей мультсериалов, комиксов и фильмов о трансформерах. Лидер десептиконов и один из сильнейших трансформеров, некогда бывший гладиатор. Вечный антипод Оптимуса Прайма — командира автоботов. Его заветная мечта — построить идеальную и справедливую систему правления (по его мнению) на родной планете Кибертрон.

## Предыстория
По сохранившимся сведениям, Мегатрон начал свою карьеру на Кибертроне в качестве гладиатора, назвав себя в честь Мегатронуса — одного из тринадцати Праймов. В те далёкие времена они с Оптимусом Праймом (который тогда был простым архивариусом и звался Орион Пакс) были союзниками и друзьями. Их обоих не устраивало тогдашнее руководство Кибертрона, и они вместе боролись за свободу и равенство всех жителей планеты. Однако во время революции, Оптимус Прайм отказался следовать за своим другом и перешёл на сторону Зеты Прайма и оставшись один он дальше продолжал революцию.

## Биография

### «Трансформеры: Generation 1»
Когда в ходе затянувшейся войны энергетические ресурсы Кибертрона истощились и автоботы во главе с Оптимусом Праймом покинули его для поисков новых источников энергии, Мегатрон, захватив с собой самых опытных бойцов-десептиконов, отправился за ними в погоню на своём боевом крейсере «Немезида». Догнав автоботов, он взял их корабль «Арк» на абордаж, но не победил — попав в метеоритный поток, оба корабля потерпели аварию и рухнули на доисторическую Землю. Там в течение 4 млн лет трансформеры находились в дезактивированном состоянии, пробудившись уже в наши дни (согласно хронологии сериала, в 1984 году). Узнав, какими богатыми источниками энергии обладает Земля, Мегатрон задался целью их захватить, не считаясь с людьми. Оптимусу Прайму и автоботам пришлось стать защитниками нашей планеты. Это оказалось для них весьма нелёгким делом, так как силы Мегатрона благодаря награбленным на Земле энергоресурсам существенно возросли. На его стороне оказался и целый ряд технических преимуществ — наличие сильной авиации, гештальтов (ни того, ни другого у автоботов долгое время не было), а также космический мост на Кибертрон, откуда приходили подкрепления. Стремясь любой ценой добиться победы, Мегатрон неутомимо изобретал всё новые и новые способы разделаться с Праймом и автоботами, не останавливаясь даже перед перспективой уничтожения всей Земли. Правда, со временем он осознал, что уничтожение Земли будет означать и прекращение доступа к её ресурсам, так что в ряде случаев ему пришлось поневоле действовать заодно с Оптимусом Праймом, спасая Землю от гибели.
Военные действия, то разгораясь, то ослабевая, тянулись до 2005 г., когда Мегатрон решил, что пришло время навсегда покончить с автоботами. Зная, что у тех пока недостаточно энергии для полномасштабной атаки на Кибертрон, он сделал попытку нанести упреждающий удар. Для этого он со своим отборным отрядом напал на шаттл автоботов, посланный на Землю за энергией, и умертвил весь его экипаж, чтобы, используя шаттл в качестве прикрытия, беспрепятственно проникнуть в Город автоботов и захватить его. Однако расчёт Мегатрона не оправдался — ему не удалось застать автоботов врасплох. Сражение у стен Города затянулось на всю ночь, а утром к автоботам прибыло подкрепление в лице Оптимуса Прайма и Диноботов. Мегатрон вступил в поединок с Праймом, тяжело ранил его, но и сам сильно пострадал. Во время перелёта на Кибертрон Скандалист провозгласил себя новым лидером десептиконов, а Мегатрон был выброшен в открытый космос вместе с другими сильно пострадавшими десептиконами (тех, кто в этом переломном сражении не был ранен хотя бы легко, на проигравшей стороне попросту не было), дабы облегчить вес Астропоезда, который, в противном случае, не долетел бы до Кибертрона. Дрейфуя в мировом пространстве, будучи на грани между жизнью и смертью, Мегатрон попал в поле притяжения могущественного Юникрона — трансформера-планеты, олицетворяющего абсолютное Зло… С этого момента история Мегатрона подходит к концу, и начинается история Гальватрона.

### «Трансформеры: Битвы Зверей»
«Мегатрон — величайший лидер десептиконов! Мой тёзка… Ты первая глава в истории Кибертрона, глава, которая будет переписана!»— Мегатрон (из Битв Зверей)

Мегатрон-Предакон

В данной версии, действие которой происходит 300 лет спустя после событий, описанных в «The Transformers», Мегатрон — командир предаконов, далёкий потомок Мегатрона из «Первого поколения». Но, в отличие от предка, его статус на Кибертроне не слишком высок, и тот факт, что он с шайкой своих приспешников выкрал «Золотой Диск» (древнюю и самую ценную реликвию кибертронцев), популярности ему не прибавил.
Физически он тоже заметно слабее «первого» Мегатрона (в рукопашных схватках с Праймалом — потомком Оптимуса Прайма и предводителем максималов — как правило, терпит поражение и вынужден отступать), но зато гораздо хитрее и коварнее. Он умён, проницателен, расчётлив. Каждая его акция тщательно продумана и обычно увенчивается успехом (по крайней мере, вначале).
Мегатрон прибывает на Землю в поисках богатых залежей энергона, но, обнаружив их, не торопится вернуться на «историческую родину», и не только потому, что он и его сообщники находятся в розыске как преступники. Его истинные планы и намерения во многом остаются тайной даже для его приближённых. Однако все они в конечном итоге направлены на достижение намеченной Мегатроном цели — стать властителем Кибертрона, а в дальнейшем — и всей Галактики.

«Это Мегатрон, предводитель десептиконов, если вы слышите это - значит я проиграл... на этот раз...»— Мегатрон (из G1)
Так же в сериале мельком появлялся и сам лидер десептиконов: Золотой Диск содержал тайное сообщение оригинального Мегатрона, которое он сам туда и поместил. В дальнейшем Мегатрон-предакон пробирается на "Ковчег", дабы вобрать в себя искру лидера десептиконов, за счёт чего стать сильнее, и у него это получается: после этого он становится больше в габаритах и приобретает зверо-форму дракона.

### «Трансформеры: Скрэмбл Сити»
Мегатрон находился на базе и наблюдал, как его воины сражаются с автоботами, отдавая приказы. Сначала он вместе с Саундвейвом обнаружил аномалию в магнитном поле, затем отправил конструктиконов для уничтожения завода автоботов. Когда первая атака провалилась, лидер десептиконов связался со стантиконами, чтобы они продолжили начатое дело, затем послал комбатиконов в качестве подкрепления. Когда на поле боя объявился Метроплекс, Мегатрон распорядился активировать Триптикона.

### «Трилогия Юникрона»
В мультсериале «Трансформеры: Армада» отправляется с отрядом десептиконов на Землю, чтобы отыскать и подчинить себе мини-конов, и с их помощью одержать окончательную победу над автоботами. Как всегда, воюет с Оптимусом Праймом и его командой, замышляя и реализуя всяческие козни против них, но перед лицом смертельной угрозы для всей Вселенной, исходящей от Юникрона, заключает с Праймом тактический союз. В конце Мегатрон падает в пасть Юникрона дабы уничтожить Юникрона, и это у него получается. После взрыва Юникрона он как считалось умер.
В следующей части трилогии, мультсериале «Энергон», выясняется, что Мегатрон выжил после финальной битвы с Юникроном — он лишь находился в стазисе и был пробуждён квинтессоном по имени Альфа Кью. Тот надеялся заполучить себе в лице Мегатрона мощного защитника, но просчитался — вскоре после пробуждения Мегатрон вступил в контакт с Юникроном. Использовав супер-энергон, Мегатрон превратился в Гальватрона. В финале он увеличил свой размер до размера Юникрона чтобы уничтожить планеты Альфа Кью. В конце концов он пожертвовал собой летя в солнце чтобы Юникрон не уничтожил все на своём пути.
В заключительной части трилогии, мультсериале «Кибертрон», Мегатрон хочет присвоить все Кибер-ключи, дающие власть над силами космоса. Получает серьёзные ранения в схватке с Метроплексом, но вскоре, как обычно, переформатируется в Гальватрона.

### «Трансформеры: Анимейтед»
Здесь Мегатрон, как обычно, является лидером десептиконов. Потерпев поражение в Великой войне за Кибертрон, он долгое время скитался по Галактике, пока не обнаружил шаттл Оптимуса Прайма, на борту которого находился Оллспарк, найденный автоботами на маленьком астероиде. Мегатрон немедленно отправился штурмовать шаттл, но, хотя ему и удалось проникнуть внутрь корабля, он всё же не смог заполучить «Оллспарк», так как автоботы оказали упорное сопротивление, а сам он уже был серьёзно повреждён. В ходе сражения Оптимус одолел Мегатрона и вышвырнул его из корабля, однако на Земле остатки предводителя десептиконов нашёл молодой изобретатель Айзек Самдэк и перенёс в свою лабораторию. Там предводитель десептиконов провёл следующие 50 лет в состоянии анабиоза, пока излучение частицы Оллспарка, содержащейся в ключе малолетней дочери Самдэка, Сари, не пробудило его.
 После своего возрождения Мегатрон возобновил войну с автоботами. Ему удалось связаться с другими десептиконами, результатом чего стала серия хорошо спланированных атак на космические мосты в разных районах Галактики. Однако в результате последнего сражения Мегатрон был побеждён и арестован.

### «Трансформеры: Прайм»

Мегатрон с рукой Прайма

Три года Мегатрон странствовал где-то во Вселенной, собирая силы для нового наступления на автоботов. Ему удалось узнать тайну Крови Юникрона, или Тёмного Энергона — вещества, позволяющего оживлять мёртвых трансформеров. С этим знанием он возвращается к десептиконам (к большому разочарованию и досаде Старскрима, вынужденного уступить Мегатрону пост командира). По приказу Мегатрона начинается сооружение космического моста между Землёй и Кибертроном; но мост был взорван автоботами прежде, чем началось полномасштабное вторжение террорконов, а сам Мегатрон вновь исчез. Его считали погибшим, однако вскоре выяснилось, что он жив. Правда, полученные повреждения оказались очень тяжёлыми, и восстановление затянулось; возможно, оно бы и вообще не состоялось, если бы не Бамблби, который, хоть и не по собственной воле, нашёл для Мегатрона потерянный на поле битвы осколок Тёмного Энергона. С его помощью вождь десептиконов залечил свои раны.
Исцелившись, Мегатрон снова взял бразды правления в свои манипуляторы, и первым делом жестоко избил Старскрима, который во время его болезни попытался узурпировать власть.
В конце первого сезона Мегатрон попытался заключить союз с Юникроном, но затем отказался от своего намерения и в решающем сражении дрался на стороне автоботов, бок о бок с Оптимусом Праймом.

После того, как Прайм использовал силу Матрицы лидерства против Юникрона, он потерял память о целых веках своей жизни, в том числе и о войне с десептиконами, и стал вновь считать себя Орионом Паксом (такое имя он носил до принятия Матрицы). Мегатрон немедленно воспользовался случаем и убедил «Ориона», что они — союзники, а автоботы — их общие враги; вслед за тем он поручил ему работу по расшифровке координат, указывающих местонахождение древних кибертронских артефактов. Однако автоботам удалось вернуть Оптимусу память прежде, чем Мегатрон выведал от него всю нужную информацию. Тем не менее, и полученных сведений оказалось достаточно, чтобы соперничество десептиконов и автоботов получило новый импульс — теперь они стали бороться не только за энергон, но и за обладание могущественными артефактами, некогда спрятанными на Земле, чтобы киберформировать саму Землю целиком, так как Праймус и Юникрон - это одно целое и если у Мегатрона получится это сделать, он наконец-то почувствует настоящую власть (Кибертрон и киберформированная Земля) по-настоящему. В конце-концов, благодаря Старскриму, в руках Мегатрона оказались четыре самых главных артефакта — Омега-Ключи, с помощью которых можно было восстановить Кибертрон.
Однако победа, одержанная над автоботами в конце 2-го сезона, оказалась эфемерной. Несмотря на все усилия, Мегатрону не удалось сохранить достигнутое преимущество — он вынужден был оставить свою наземную базу Даркмаунт, разрушенную объединённым ударом автоботов и людей, и лишился значительной части своего войска (вначале он намеревался восполнить потери за счёт предаконов, но от этого плана пришлось отказаться, так как слишком трудно было бы удерживать их в повиновении). В надежде взять реванш Мегатрон попытался вторично реактивировать Кибертрон, воссоздав Омега-Замок, и для этой цели похитил Рэтчета, врача и изобретателя автоботов. Однако тот, закончив работу, «навёл» автоботов на «Немезиду», да ещё и натравил Предакинга на Мегатрона. В ходе решающего сражения Мегатрон пал от руки Бамблби. Позже Юникрон его воскресил и отправился на Кибертрон, чтобы убить Праймуса. После своего освобождения Мегатрон объявил о расформировании десептиконов, не желая вновь стремиться к тирании и творить зло, и улетел в неизвестном направлении.

## Биография в фильмах

### Трансформеры
Согласно версии создателей фильма, в давние времена Мегатрон занимал пост Лорда-протектора Кибертрона; вместе с Оптимусом Праймом он мудро и справедливо правил планетой, и Оптимус называл его своим братом. Но впоследствии Мегатрон, узнав о силе «Оллспарка», пожелал владеть ею один и использовать в своих собственных целях, а когда Прайм воспротивился этому — собрал армию из своих сторонников и начал войну; в результате Кибертрон был опустошён, а «Оллспарк» затерялся где-то в космосе. В поисках Оллспарка Мегатрон оказался в нашей Солнечной системе; он определил местонахождение «Оллспарка», однако не смог добраться до него — из-за недостатка энергии и сбоя в системе навигации, вызванного воздействием магнитного поля Земли, он сам стал пленником, замороженным во льдах Северного Ледовитого океана. 

В 1897 году капитан Арчибальд Уитвики нашёл Мегатрона в ледяной пещере. В 1935 г. замороженное тело Мегатрона (под кодовым названием «ИНП-1» — «Инопланетянин Небиологического Происхождения») переместили под плотину Гувера, в специально построенную секретную лабораторию, где его устройства подвергались изучению для продвижения земных технологий. Однако в 2007 году десептиконам удалось обнаружить местопребывание Мегатрона и освободить его. В ходе ожесточённой битвы с автоботами и их союзниками-людьми Мегатрон разорвал пополам Джаза и затем вступил в поединок с Оптимусом Праймом. Тяжело ранив лидера автоботов, Мегатрон перестал обращать на него внимание и переключился на Сэма Уитвики, в руках которого в этот момент находился «Оллспарк». Пока он преследовал Сэма, Оптимус Прайм пришёл в себя, и схватка гигантов возобновилась. Исход этой схватки в конечном итоге решил Сэм — ему удалось поместить Оллспарк в грудь Мегатрона, и колоссальная энергия «Оллспарка» «закоротила» все внутренние системы лидера десептиконов и разрушила бо́льшую часть его корпуса. То, что осталось от Мегатрона, было захоронено на дне Атлантического океана, около восточного побережья Канады.

### Трансформеры: Месть падших

Мегатрон в кинофильме «Трансформеры 2: Месть падших»

Два года спустя Мегатрон вновь восстаёт из мёртвых, оживлённый с помощью осколка «Оллспарка», но теперь он всего лишь «номер второй» в списке десептиконов, а место «главного злодея» в фильме занимает древний изгой рода Праймов — Фоллен (В шестом фильме можно узнать что он второй изгнанник после первого изгнанника Льежа Максимо, из-за аппетита стать главным праймом). По его заданию Мегатрон снова организует охоту за Сэмом Уитвики, в мозгу которого запечатлелась информация, содержавшаяся в Оллспарке, а затем убивает Оптимуса Прайма. Однако не трудно догадаться, что положение подчинённого Мегатрона не особенно устраивает… В Египте, когда возрождённый и усиленный Оптимус начал схватку с Фолленом, Мегатрон вначале тоже ввязался в драку и был ранен, однако Старскрим убедил своего повелителя прекратить бой и отступить, и они вместе покинули зону битвы, оставив Падшего на произвол судьбы.

### Трансформеры 3: Тёмная сторона Луны
В третьем фильме, Мегатрон, является одним из главных антагонистов (наряду с Сентинелом Праймом), так и не оправившись от ранения, нанесённого Оптимусом Праймом, ведёт отшельнический образ жизни в Африке, разрабатывая новый зловещий план, по грандиозности которому ещё не было равных. Оказывается, что когда-то ему удалось завербовать самого Сентинела Прайма — предшественника Оптимуса на посту лидера автоботов. Уже в самом конце, когда первый готовится возглавить десептиконов, Карли умело провоцирует Мегатрона на стычку с Сентинелом Праймом, чем случайно спасает жизнь Оптимусу Прайму. Нанеся Сентинелу Прайму серьёзные повреждения, Мегатрон вступает в бой с Оптимусом и погибает от его руки.

### Трансформеры: Эпоха истребления
В четвёртом фильме выясняется, что убитый во время битвы в Чикаго Мегатрон ещё функционирует. Остатки погибших десептиконов компания KSI использует для создания ещё более мощных трансформеров. Использовав свой интеллект, он передаёт информацию в голову Брэйнса, который не по своей воле выдаёт её. Обманув всех, лидер десептиконов добивается своего — используя трансформий, а также детали десептиконов Мегатрона и Саундвейва, люди создают нового трансформера, названного Гальватроном и при помощи своего генетического материала перемещает своё сознание. Неожиданно для всех Гальватрон обретает дар речи; позднее обнаруживается, что он может мыслить, а ещё позднее — что в нём живёт разум павшего лидера десептиконов, Мегатрона. Позднее он перестаёт подчинятся людям, взяв контроль всех трансформеров-прототипов и превратив их в десептиконов. После этого, он и его войско уничтожает лабораторию компании KSI, и отправляется в Гонконг вместе с новой армией десептиконов, чтобы найти и взорвать зерно. Отыскав его, начинает сражение с автоботами, однако проигрывает из-за усилий Оптимуса Прайма с помощью Диноботов, что вынуждает его отступить. Потеряв своё войско при битве с автоботами, Гальватрон обещает Оптимусу, что они ещё встретятся, и скрывается в неизвестном направлении.

### Трансформеры: Последний рыцарь
В пятом фильме Гальватрон, вернув прежнее имя Мегатрон, является одним из главных антагонистов (наряду с Квинтессой которая была ответственна переформированию его тела), теперь он выступает в облике Тёмного рыцаря по образу Оптимуса Прайма, К нему приходит его подчинёный Десептикон Баррикейд выживший после битвы за Чикаго, и сообщает что талисман находится у человека и предлагает использовать СЛТ для своей цели. Для этого берёт в заложники двух агентов ЦРУ выходит на связь с СЛТ и предлагает обмен, освободить его группу десептиконов, Могавка, Дрэдбота, Нитро Зевса, и Онслота (кроме Берсерка). И начинает охоту на автоботов и на Кейда Йегера, они находят их убежище в Южной Дакоте, Мегатрон находит там голову Старскрима и подвергается к атаке Хаунда а сам отсреливается от него. Мегатрон и десептиконы следуют за ними до заброшенного города они попадают в засаду, Дрэдбот, Онслот, и Могавк погибают, что вынужден отступить. Потом начал преследовать Йегера до Великобритании, подлетает к кораблю Рыцарей-Стражей, атакует Оптимуса и крадёт посох признаваясь что служил Квинтессе. Мегатрон вместе Нитро Зевсом и Баррикейдом отправились к Стоунхенджу активировав его, чтобы Квинтесса начала истощать жизненную силу Земли, но тут подвергаются к нападению Британских военных, потом сбегает и отправился на Кибертрон отдает посох Квинтессе, и начинает своей армией десептиконов оборонять камеру зажигания Кибертрона от автоботов и военных, но автоботы прорвались а Мегатрон пытается помешать Вивиан забрать посох. Лидер Десептиконов сражается с автоботами, но Оптимус нападает на него, отрубает ему руку своим мечом и сбрасывает с камеры зажигания. Дальнейшая его судьба  неизвестна.

## Биография в комиксах и иных вселенных

### Transformers: Shattered Glass

Мегатрон во Вселенной «Shattered Glass»

В этой вселенной Мегатрон был молодым математиком, читавшим лекции в университете Полигекса. Однако в своих трудах он, математическим путём, невольно предсказал возникновение великого конфликта. Его коллеги сочли его сумасшедшим, но когда маниакальный тиран Оптимус Прайм и его злая армия автоботов захватили Кибертрон, Мегатрон был к этому готов. Он скрылся в подполье и стал формировать из одиноких и разрозненных бойцов единое движение сопротивления. Мегатрон изобрёл технологию трансформации, что на некоторое время дало им весомое преимущество в войне (до тех пор, пока автоботы не воспроизвели эту технологию) и за возможность "обманывать" противников своими трансформациями бойцов Мегатрона стали называть десептиконами. Цель Мегатрона была проста - удержать Оптимуса Прайма и его автоботов от завоевания вселенной, дабы не дать им разорить и другие миры, как они это сделали с Кибертроном. Впоследствии принимает в свой отряд переместившегося в его мир героического автобота Клиффджампера, и с его помощью десептиконам удаётся снести пусковую установку космического корабля "Арк", тем самым на время лишив автоботов возможности начать свой завоевательный поход на иных планетах.

## Технические характеристики
Мегатрон — один из самых крупных и могучих трансформеров, его рост составляет от 9.1 до 10,7 метра, а вес достигает от 5.5 до 5,7 тонны; к тому же, он способен при желании увеличивать в вес в три раза, так что может просто раздавить своего противника. Повредить его очень трудно, а вывести из строя — почти невозможно (даже взрыв мощной мины, которую Скандалист установил ему прямо на спину, не разносит его корпус на мелкие куски, а только отрывает ему руку. В одном мультсериале его убил двойник из альтернативной вселенной, который создал свою версию десептиконов и усилил тем самым себя, хотя после того когда он с ним столкнулся, он забрал у него Матрицу Лидерства, которую его двойник забрал у убитого Оптимуса и война так и не произошла, зато завершилась быстрее, чем начиналась). Вооружён термоядерной пушкой, которая превращает ничтожно малое количество материи в заряд атомной взрывчатки, достаточный для уничтожения целого земного города. Дальнобойность пушки достигает 12 миль. Мегатрон может при необходимости также подсоединить свою пушку к «черной дыре» и извлекать энергию из антиматерии, хотя это требует слишком большого напряжения сил от него самого, так что к этому способу энергетической подпитки он прибегает крайне редко. Впрочем, даже и без пушки он в состоянии натворить дел — ему вполне по силам «голыми руками» разорвать стальную броню в 12 сантиметров толщиной.
Помимо пушки, Мегатрон может использовать и другие виды оружия: Кистень из энергона, огнемёт, выдвижной клинок и огромный меч.
Удивительно, но у Мегатрона долгое время была абсолютно не подобающая злодею такого масштаба техноформа: в мультсериале «Трансформеры G1» он, приняв земной облик, трансформировался в пистолет «Walther P-38», при этом сильно уменьшаясь в размерах, так что из него могли стрелять другие трансформеры и даже люди, однако, несмотря на это, его выстрелы в этом режиме обладают намного большей мощью, чем его пушка, что позволило без особых усилий нанести смертельные раны целому экипажу космического корабля. Однако в дальнейшем эта несообразность была устранена: в мультсериале «Трансформеры: Армада» он трансформируется в танк. Образует «малый гештальт» с миниконом по имени Лидер-1.
В художественном фильме «Трансформеры» Мегатрон, вразрез со сложившейся в более ранних мультсериалах и комиксах традицией, превращается в летательный аппарат — кибертронский звездолёт. Это — настоящее чудо техники: плазменные двигатели, броневое покрытие, рассеивающее лазерные залпы, и грозное оружие — две пушки в носовой части и излучатели молний на крыльях. Помимо всего прочего, в режиме звездолёта Мегатрон оснащён специальными устройствами, генерирующими особое искажающее поле, которое делает его невидимым.
Однако в конце фильма, в результате битвы с Праймом и взрыва Оллспарка, он настолько сильно пострадал, что создатели сиквела даже сначала подумывали в следующем фильме обойтись вовсе без него. Затем, однако, Мегатрона всё-таки «вернули к жизни», но его альт-формой теперь снова стал футуристический танк (это можно объяснить тем, что для его ремонта использовались детали экскаватора). В фильме, однако, Мегатрон трансформировался только однажды — во время первого боя с Оптимусом Праймом, практически всё остальное время пребывая в режиме робота. Его оружием стали плазменная пушка и меч.
В третьем Мегатрон, опять-таки вопреки традиции, стал трансформироваться в грузовик M915 Line-Haul Mack-Titan. Его оружием в третьем фильме стал дробовик, а в четвёртом его арсенал пополнился ракетницей, лезвиями и металлодробилкой в груди.

## Умения
Как и его заклятый враг Оптимус Прайм, Мегатрон является одним из лучших воинов среди трансформеров. Он очень умён, его нелегко обмануть; знает слабые стороны противников и подчиненных, и умело ими пользуется. Одарённый стратег (однако в поединках с Праймом он делает основную ставку на физическую силу, чем каждый раз обрекает себя на поражение). Благодаря своим качествам лидера он пользуется уважением всех (или почти всех) десептиконов. Интересуется наукой, неплохой изобретатель (большинство десептиконских научно-технических разработок, показанных в «G1», принадлежат именно ему).

## Характер
В одних сериалах Мегатрон серьёзен (Transformers Animated), в других — излишне самоуверен (Transformers: Cybertron). Тем не менее, основа его характера принципиально не меняется. Он — чрезвычайно умный, жестокий и решительный лидер. Мгновенно ориентируется в сложных ситуациях. Милосердие и сострадание для него — пустые слова, но он в состоянии оценить великодушие, проявленное противником, и сделать ответный жест доброй воли. Обладает таким необходимым для хорошего руководителя качеством, как умение с максимальным эффектом использовать способности своих подчинённых, какими бы незначительными они не казались. Однако властолюбие и гордыня Мегатрона могут сыграть на руку автоботам — в фильме он, поддавшись на провокацию, предаёт своего союзника Сентинела Прайма, тем самым фактически обрекая себя на поражение. Точно так же в мультсериале «Transformers: Prime» Мегатрон, горя желанием немедленно расправиться со Старскримом, атакует его как раз в тот момент, когда тот готовится сделать «контрольный выстрел» в Оптимуса Прайма (хотя Мегатрон, скорее всего, хотел сам расправиться с Оптимусом, и именно поэтому он помешал Старскриму); в итоге лидер автоботов остаётся в живых.

## Отношения с окружающими
Свой крутой нрав Мегатрон проявляет не только по отношению к врагам — подчинённым от него тоже немало достаётся, особенно если они пытаются спорить или возражать ему, когда он уже принял решение. Он требует от них «выкладываться» в полную силу и не прощает неудач. Тем не менее, десептиконы в подавляющем большинстве безоговорочно признают авторитет Мегатрона как лидера и подчиняются ему. Единственным исключением является Скандалист, считающий стратегию Мегатрона в войне с автоботами малоэффективной, а его самого — отставшим от времени. Он ведёт себя по отношению к Мегатрону вызывающе, постоянно критикует его действия, при каждом удобном случае пытается свергнуть Мегатрона и занять его место. Однако Мегатрон слишком ценит боевые качества Скандалиста, чтобы уничтожить его, поэтому иногда они в союзе. Так или иначе, их постоянные столкновения — одна из основных сюжетных линий в сериале. А в одном мультсериале, побочный эффект такого конфликта с Мегатроном и Скандалистом что сам Скандалист начнет думать как уничтожить всех трансформеров который с ним связались.
По официальной шкале его качества оцениваются следующим образом: интеллект, сила, мастерство, выносливость и огневая мощь — 10, храбрость — 9, скорость — 4.

## Резюме
Мегатрон — в некотором роде совершенство: у него нет технических недостатков, нет никаких известных слабостей. Он — идеальный лидер десептиконов, подобно тому, как Оптимус Прайм — идеальный лидер автоботов.

## В культуре
Мегатрон упоминается в песне «Hellrider», исполненной британской хеви-метал группой «Judas Priest».
Также, именем Мегатрона назван персонаж мультсериала Гриффины, старший ребёнок Лоис и Питера Гриффинов: Мегатрон «Meг» Гриффин (Megatron «Meg» Griffin).
Играбелен в «Transformers: The Game», «Transformers: Revenge of the Fallen», «Transformers: Dark Of The Moon», «Трансформеры: Битва за Кибертрон», «Трансформеры. Падение Кибертрона» и Трансформеры: Битва за Тёмную Искру. В «Transformers. The Game» появляется в финале, где отнимает Оллспарк у Оптимуса. В «Transformers. Revenge of Fallen» играбелен после своего возрождения в кампании десептиконов. Также вместе со Старскримом является Боссом в кампании автоботов. В игре «Трансформеры. Битва за Кибертрон» играбелен в кампании десептиконов (кроме 2-й главы); штурмует станцию Старскрима вместе с Броулом и Баррикейдом, позже вместе с Саундвейвом и Брейкдауном ищет ключ Омеги, захватывает в плен Зету Прайма, противостоит Омеге Суприму, и под конец берёт его под свой контроль. В игре «Трансформеры. Падение Кибертрона» убит Метроплексом, но позже возвращён к жизни Саундвейвом; восстановив свою власть, ищет останки Триптикона, которые приказывает переделать в космический корабль «Немезида». В конце игры сражается с Оптимусом. В «Transformers: Rise of the Dark Spark» неиграбелен, а только выступает в качестве босса в конце Главы IX: Вознесение.
«Transformers. Revenge of Fallen» PSP.
После своего возрождения Мегатрон атаковал базу НЕСТ, победил Айронхайда и присоединился к резервуару с энергией. С ним сразился Оптимус Прайм и заставил десептикона отступить. Затем он атаковал Западные Штаты Америки и сразился с Оптимусом снова. На этот раз Мегатрон выиграл и убил Оптимуса. В Египте он наблюдал за смертью Джетфайра. После чего он узнал что Фоллен, обманул его и напал на него. Фоллен получил тяжелое повреждение в бою и просил о пощаде. Но Мегатрон не пожелал его слушать и добил древнего десептикона тремя выстрелами из пушки.
«Transformers Devastation»
Является главным антагонистом игры, промежуточным боссом и финальным боссом. За всю игру Мегатрон встречается в качестве босса несколько раз, здесь он представлен в каноничном G1 стиле, однако его альтмодом является танк (основан на фигурке из линейки Combiner Wars). Основной целью Мегатрона было превратить Землю во второй Кибертрон при помощи инсектиконов, и для этого ему понадобился мощный компьютер Ферротаксис, за которым он отправился на корабль Новы Прайма Праудстар, и ему это удаётся, несмотря на противостояние автоботам. В финальной главе сражается с Оптимусом Праймом в открытом космосе, где и проигрывает ему бой и теряет Ферротаксис. Дальнейшая судьба неизвестна.
В последнее время благодаря детским каналам на YouTube стали популярны игрушки трансформеры. И среди десептиконов («злодеев») самая популярная игрушка это робот трансформер Мегатрон. На рынке представлены три компании выпускающих игрушки трансформеров это Takara Tomy, Hasbro и Kids Logic.